# Glodi
Glodi (en serbe cyrillique : Глоди) est un village de Bosnie-Herzégovine. Il est situé dans la municipalité de Zvornik et dans la république serbe de Bosnie. Selon les premiers résultats du recensement bosnien de 2013, il compte 1 095 habitants.

## Démographie

### Évolution historique de la population dans la localité
| 1948 | 1953 | 1961 | 1971  | 1981  | 1991  | 2013  |
| ---- | ---- | ---- | ----- | ----- | ----- | ----- |
| -    | -    | 762  | 1 130 | 1 319 | 1 260 | 1 095 |

|  |